# WTA-seizoen 2021
Het WTA-seizoen in 2021 bestaat uit de internationale tennistoernooien die door de WTA werden georganiseerd in het kalenderjaar 2021. In onderstaand overzicht zijn voor de overzichtelijkheid ook de grandslamtoernooien, de Billie Jean King Cup en de Olympische Spelen toegevoegd, hoewel deze door de ITF werden georganiseerd.

## Legenda

### Categoriekleuren
| Grandslamtoernooien        |
| Eindejaarskampioenschappen |
| WTA 1000                   |
| WTA 500                    |
| WTA 250                    |
| WTA 125                    |
| Toernooien voor teams      |

### Codering
De codering voor het aantal deelnemers is als volgt:
"128S/96Q/64D/32X" betekent:
- 128 deelnemers aan hoofdtoernooi vrouwenenkelspel (S)
- 96 deelnemers aan het vrouwenkwalificatietoernooi (Q)
- 64 koppels in het vrouwendubbelspel (D)
- 32 koppels in het gemengd dubbelspel (X)

Alle toernooien werden in principe buiten gespeeld, tenzij anders vermeld.
RR = groepswedstrijden ("round robin"), (i) = indoor (overdekt)

## Verschillen met vorig jaar

### Toernooiwijzigingen
- Door de gevolgen van de coronapandemie moest de WTA geheel opnieuw een toernooiseizoen ontwikkelen.

### Regelwijzigingen
- In het overleg met de tennisberoepsvereniging van de mannen heeft de WTA besloten om het stelsel van toernooicategorieën te herzien, en daarmee beter bij de ATP aan te sluiten.
- Top 10 speelster mochten maximaal drie WTA 250 (2020: WTA International) toernooien per jaar spelen. In 2021 is aan deze regel toegevoegd, dat een top 10 speelsters enkel aan het maximaal aantal van drie WTA 250 mochten deelnemen, indien zij voldaan hadden aan het 'commitment' tot het spelen van alle verplichte toernooien in het voorgaande seizoen. Indien een top 10 speelster hier niet aan had voldaan, mocht zij enkel twee WTA International toernooien spelen. Tot en met 2020 gold deze aanvullende 'commitment' eis niet.

## WTA-toernooikalender

### Januari
| week van   | toernooi | winnares                   | verliezend finaliste        | uitslag finale |         |
| ---------- | --- | -------------------------- | --------------------------- | -------------- | ------- |
| 4 januari  | Abu Dhabi Women's Tennis Open Abu Dhabi, Ver. Arabische Emiraten WTA 500 $ 565.530 - hardcourt - 64S/32Q/28D | Aryna Sabalenka            | Veronika Koedermetova       | 6-2, 6-2       | details |
| 4 januari  | Abu Dhabi Women's Tennis Open Abu Dhabi, Ver. Arabische Emiraten WTA 500 $ 565.530 - hardcourt - 64S/32Q/28D | Shuko Aoyama Ena Shibahara | Hayley Carter Luisa Stefani | 7-6, 6-4       | details |
| 11 januari | Australian Open kwalificatietoernooi Dubai, Veren. Arabische Emiraten ITF Grandslamtoernooi hardcourt - 128Q |                            |                             |                | details |

### Februari
| week van               | toernooi                                                                                            | winnares                              | verliezend finaliste                  | uitslag finale       |         |
| ---------------------- | --------------------------------------------------------------------------------------------------- | ------------------------------------- | ------------------------------------- | -------------------- | ------- |
| 1 februari             | Gippsland Trophy Melbourne, Australië WTA 500 $ 447.620 - hardcourt - 54S/–Q/28D                    | Elise Mertens                         | Kaia Kanepi                           | 6-4, 6-1             | details |
| 1 februari             | Gippsland Trophy Melbourne, Australië WTA 500 $ 447.620 - hardcourt - 54S/–Q/28D                    | Barbora Krejčíková Kateřina Siniaková | Chan Hao-ching Latisha Chan           | 6-3, 7-6             | details |
| 1 februari             | Yarra Valley Classic Melbourne, Australië WTA 500 $ 447.620 - hardcourt - 54S/–Q/28D                | Ashleigh Barty                        | Garbiñe Muguruza                      | 7-6, 6-4             | details |
| 1 februari             | Yarra Valley Classic Melbourne, Australië WTA 500 $ 447.620 - hardcourt - 54S/–Q/28D                | Shuko Aoyama Ena Shibahara            | Anna Kalinskaja Viktória Kužmová      | 6-3, 6-4             | details |
| 1 februari             | Grampians Trophy Melbourne, Australië WTA 500 $ 235.820 - hardcourt - 28S/–Q/–D                     |                                       | Anett Kontaveit Ann Li                | geen finale gespeeld | details |
| 8 februari 15 februari | Australian Open Melbourne, Australië ITF Grandslamtoernooi A$ 40.000.000 - hardcourt - 128S/64D/32X | Naomi Osaka                           | Jennifer Brady                        | 6-4, 6-3             | details |
| 8 februari 15 februari | Australian Open Melbourne, Australië ITF Grandslamtoernooi A$ 40.000.000 - hardcourt - 128S/64D/32X | Elise Mertens Aryna Sabalenka         | Barbora Krejčíková Kateřina Siniaková | 6-2, 6-3             | details |
| 8 februari 15 februari | Australian Open Melbourne, Australië ITF Grandslamtoernooi A$ 40.000.000 - hardcourt - 128S/64D/32X | Barbora Krejčíková Rajeev Ram         | Samantha Stosur Matthew Ebden         | 6-1, 6-4             | details |
| 15 februari            | Phillip Island Trophy Melbourne, Australië WTA 250 $ 235.238 - hardcourt - 56S/16Q/24D              | Darja Kasatkina                       | Marie Bouzková                        | 4-6, 6-2, 6-2        | details |
| 15 februari            | Phillip Island Trophy Melbourne, Australië WTA 250 $ 235.238 - hardcourt - 56S/16Q/24D              | Ankita Raina Kamilla Rachimova        | Anna Blinkova Anastasija Potapova     | 2-6, 6-4, [10-7]     | details |
| 22 februari            | Adelaide International Adelaide, Australië WTA 500 $ 535.530 - hardcourt - 28S/24Q/16D              | Iga Świątek                           | Belinda Bencic                        | 6-2, 6-2             | details |
| 22 februari            | Adelaide International Adelaide, Australië WTA 500 $ 535.530 - hardcourt - 28S/24Q/16D              | Alexa Guarachi Desirae Krawczyk       | Hayley Carter Luisa Stefani           | 6-7, 6-4, [10-3]     | details |

### Maart
| week van          | toernooi                                                                                                   | winnares                        | verliezend finaliste                 | uitslag finale   |         |
| ----------------- | --- | ------------------------------- | ------------------------------------ | ---------------- | ------- |
| 1 maart           | Qatar Total Open Doha, Qatar WTA 500 $ 565.530 - hardcourt - 28S/32Q/16D                                   | Petra Kvitová                   | Garbiñe Muguruza                     | 6-2, 6-1         | details |
| 1 maart           | Qatar Total Open Doha, Qatar WTA 500 $ 565.530 - hardcourt - 28S/32Q/16D                                   | Nicole Melichar Demi Schuurs    | Monica Niculescu Jeļena Ostapenko    | 6-2, 2-6, [10-8] | details |
| 1 maart           | Lyon Open Lyon, Frankrijk WTA 250 $ 235.238 - hardcourt (i) - 32S/24Q/16D                                  | Clara Tauson                    | Viktorija Golubic                    | 6-4, 6-1         | details |
| 1 maart           | Lyon Open Lyon, Frankrijk WTA 250 $ 235.238 - hardcourt (i) - 32S/24Q/16D                                  | Viktória Kužmová Arantxa Rus    | Eugenie Bouchard Olga Danilović      | 3-6, 7-5, [10-7] | details |
| 8 maart           | Dubai Tennis Championships Dubai, Veren. Arabische Emiraten WTA 1000 $ 1.835.490 - hardcourt - 56S/32Q/28D | Garbiñe Muguruza                | Barbora Krejčíková                   | 7-6, 6-3         | details |
| 8 maart           | Dubai Tennis Championships Dubai, Veren. Arabische Emiraten WTA 1000 $ 1.835.490 - hardcourt - 56S/32Q/28D | Alexa Guarachi Darija Jurak     | Xu Yifan Yang Zhaoxuan               | 6-0, 6-3         | details |
| 8 maart           | Abierto Zapopan Guadalajara, Mexico WTA 250 $ 235.238 - hardcourt - 32S/24Q/16D                            | Sara Sorribes Tormo             | Eugenie Bouchard                     | 6-2, 7-5         | details |
| 8 maart           | Abierto Zapopan Guadalajara, Mexico WTA 250 $ 235.238 - hardcourt - 32S/24Q/16D                            | Ellen Perez Astra Sharma        | Desirae Krawczyk Giuliana Olmos      | 6-4, 6-4         | details |
| 15 maart          | St. Petersburg Ladies' Trophy Sint-Petersburg, Rusland WTA 500 $ 565.530 - hardcourt (i) - 32S/24Q/16D     | Darja Kasatkina                 | Margarita Gasparjan                  | 6-3, 2-1, opg.   | details |
| 15 maart          | St. Petersburg Ladies' Trophy Sint-Petersburg, Rusland WTA 500 $ 565.530 - hardcourt (i) - 32S/24Q/16D     | Nadija Kitsjenok Raluca Olaru   | Kaitlyn Christian Sabrina Santamaria | 2-6, 6-3, [10-8] | details |
| 15 maart          | Monterrey Open Monterrey, Mexico WTA 250 $ 235.238 - hardcourt - 32S/24Q/16D                               | Leylah Fernandez                | Viktorija Golubic                    | 6-1, 6-4         | details |
| 15 maart          | Monterrey Open Monterrey, Mexico WTA 250 $ 235.238 - hardcourt - 32S/24Q/16D                               | Caroline Dolehide Asia Muhammad | Heather Watson Zheng Saisai          | 6-2, 6-3         | details |
| 22 maart 29 maart | Miami Open Miami, Verenigde Staten WTA 1000 $ 3.260.190 - hardcourt - 96S/48Q/32D                          | Ashleigh Barty                  | Bianca Andreescu                     | 6-3, 4-0, opg.   | details |
| 22 maart 29 maart | Miami Open Miami, Verenigde Staten WTA 1000 $ 3.260.190 - hardcourt - 96S/48Q/32D                          | Shuko Aoyama Ena Shibahara      | Hayley Carter Luisa Stefani          | 6-2, 7-5         | details |

### April
| week van       | toernooi                                                                                       | winnares | verliezend finaliste | uitslag finale |         |
| -------------- | ---------------------------------------------------------------------------------------------- | --- | --- | --- | ------- |
| 5 april        | Volvo Car Open Charleston, Verenigde Staten WTA 500 $ 565.530 - gravel - 56S/32Q/16D           | Veronika Koedermetova | Danka Kovinić | 6-4, 6-2 | details |
| 5 april        | Volvo Car Open Charleston, Verenigde Staten WTA 500 $ 565.530 - gravel - 56S/32Q/16D           | Nicole Melichar Demi Schuurs | Marie Bouzková Lucie Hradecká | 6-2, 6-4 | details |
| 5 april        | Copa Colsanitas Bogota, Colombia WTA 250 $ 235.238 - gravel - 32S/24Q/16D                      | María Camila Osorio Serrano | Tamara Zidanšek | 5-7, 6-3, 6-4 | details |
| 5 april        | Copa Colsanitas Bogota, Colombia WTA 250 $ 235.238 - gravel - 32S/24Q/16D                      | Elixane Lechemia Ingrid Neel | Mihaela Buzărnescu Anna-Lena Friedsam | 6-3, 6-4 | details |
| 12 april       | ITF Billie Jean King Cup (play-offs)                                                           | Canada 4–0 Servië Italië 3–1 Roemenië Kazachstan 3–2 Argentinië Letland 3–1 India Nederland 3–2 China Oekraïne 4–0 Japan Polen 3–2 Brazilië Verenigd Koninkrijk 3–1 Mexico | Canada 4–0 Servië Italië 3–1 Roemenië Kazachstan 3–2 Argentinië Letland 3–1 India Nederland 3–2 China Oekraïne 4–0 Japan Polen 3–2 Brazilië Verenigd Koninkrijk 3–1 Mexico | Canada 4–0 Servië Italië 3–1 Roemenië Kazachstan 3–2 Argentinië Letland 3–1 India Nederland 3–2 China Oekraïne 4–0 Japan Polen 3–2 Brazilië Verenigd Koninkrijk 3–1 Mexico | details |
| 12 april       | Musc Health Women's Open Charleston, Verenigde Staten WTA 250 $ 235.238 - gravel - 32S/16Q/16D | Astra Sharma | Ons Jabeur | 2-6, 7-5, 6-1 | details |
| 12 april       | Musc Health Women's Open Charleston, Verenigde Staten WTA 250 $ 235.238 - gravel - 32S/16Q/16D | Hailey Baptiste Caty McNally | Ellen Perez Storm Sanders | 6-7, 6-4, [10-6] | details |
| 19 april       | Porsche Tennis Grand Prix Stuttgart, Duitsland WTA 500 $ 565.530 - gravel (i) - 28S/24Q/16D    | Ashleigh Barty | Aryna Sabalenka | 3-6, 6-0, 6-3 | details |
| 19 april       | Porsche Tennis Grand Prix Stuttgart, Duitsland WTA 500 $ 565.530 - gravel (i) - 28S/24Q/16D    | Ashleigh Barty Jennifer Brady | Desirae Krawczyk Bethanie Mattek-Sands | 6-4, 5-7, [10-5] | details |
| 19 april       | Istanbul Cup Istanbul, Turkije WTA 250 $ 235.238 - gravel - 32S/24Q/16D                        | Sorana Cîrstea | Elise Mertens | 6-1, 7-6 | details |
| 19 april       | Istanbul Cup Istanbul, Turkije WTA 250 $ 235.238 - gravel - 32S/24Q/16D                        | Veronika Koedermetova Elise Mertens | Nao Hibino Makoto Ninomiya | 6-1, 6-1 | details |
| 26 april 3 mei | Mutua Madrid Open Madrid, Spanje WTA 1000 € 2.549.105 - gravel - 64S/48Q/30D                   | Aryna Sabalenka | Ashleigh Barty | 6-0, 3-6, 6-4 | details |
| 26 april 3 mei | Mutua Madrid Open Madrid, Spanje WTA 1000 € 2.549.105 - gravel - 64S/48Q/30D                   | Barbora Krejčíková Kateřina Siniaková | Gabriela Dabrowski Demi Schuurs | 6-4, 6-3 | details |

### Mei
| week van      | toernooi                                                                                     | winnares                              | verliezend finaliste                    | uitslag finale   |         |
| ------------- | -------------------------------------------------------------------------------------------- | ------------------------------------- | --------------------------------------- | ---------------- | ------- |
| 3 mei         | L'Open 35 de Saint-Malo Saint-Malo, Frankrijk WTA 125 $ 115.000 - gravel - 32S/11Q/13D       | Viktorija Golubic                     | Jasmine Paolini                         | 6-1, 6-3         | details |
| 3 mei         | L'Open 35 de Saint-Malo Saint-Malo, Frankrijk WTA 125 $ 115.000 - gravel - 32S/11Q/13D       | Kaitlyn Christian Sabrina Santamaria  | Hayley Carter Luisa Stefani             | 7-6, 4-6, [10-5] | details |
| 10 mei        | Internazionali BNL d'Italia Rome, Italië WTA 1000 € 1.577.613 - gravel - 56S/32Q/28D         | Iga Świątek                           | Karolína Plíšková                       | 6-0, 6-0         | details |
| 10 mei        | Internazionali BNL d'Italia Rome, Italië WTA 1000 € 1.577.613 - gravel - 56S/32Q/28D         | Sharon Fichman Giuliana Olmos         | Kristina Mladenovic Markéta Vondroušová | 4-6, 7-5, [10-5] | details |
| 17 mei        | Serbia Ladies Open Belgrado, Servië WTA 250 $ 235.238 - gravel - 32S/24Q/16D                 | Paula Badosa Gibert                   | Ana Konjuh                              | 6-2, 2-0, opg.   | details |
| 17 mei        | Serbia Ladies Open Belgrado, Servië WTA 250 $ 235.238 - gravel - 32S/24Q/16D                 | Aleksandra Krunić Nina Stojanović     | Greet Minnen Alison Van Uytvanck        | 6-0, 6-2         | details |
| 17 mei        | Emilia-Romagna Open Parma, Italië WTA 250 $ 235.238 - gravel - 32S/24Q/16D                   | Cori Gauff                            | Wang Qiang                              | 6-1, 6-3         | details |
| 17 mei        | Emilia-Romagna Open Parma, Italië WTA 250 $ 235.238 - gravel - 32S/24Q/16D                   | Cori Gauff Caty McNally               | Darija Jurak Andreja Klepač             | 6-3, 6-2         | details |
| 24 mei        | Internationaux de Strasbourg Straatsburg, Frankrijk WTA 250 $ 235.238 - gravel - 32S/22Q/16D | Barbora Krejčíková                    | Sorana Cîrstea                          | 6-3, 6-3         | details |
| 24 mei        | Internationaux de Strasbourg Straatsburg, Frankrijk WTA 250 $ 235.238 - gravel - 32S/22Q/16D | Alexa Guarachi Desirae Krawczyk       | Makoto Ninomiya Yang Zhaoxuan           | 6-2, 6-3         | details |
| 31 mei 7 juni | Roland Garros Parijs, Frankrijk ITF Grandslamtoernooi € 17.183.608 - gravel - 128S/64D/32X   | Barbora Krejčíková                    | Anastasija Pavljoetsjenkova             | 6-1, 2-6, 6-4    | details |
| 31 mei 7 juni | Roland Garros Parijs, Frankrijk ITF Grandslamtoernooi € 17.183.608 - gravel - 128S/64D/32X   | Barbora Krejčíková Kateřina Siniaková | Bethanie Mattek-Sands Iga Świątek       | 6-4, 6-2         | details |
| 31 mei 7 juni | Roland Garros Parijs, Frankrijk ITF Grandslamtoernooi € 17.183.608 - gravel - 128S/64D/32X   | Desirae Krawczyk Joe Salisbury        | Jelena Vesnina Aslan Karatsev           | 2-6, 6-4, [10-5] | details |

### Juni
| week van       | toernooi                                                                                               | winnares                            | verliezend finaliste                 | uitslag finale   |         |
| -------------- | --- | ----------------------------------- | ------------------------------------ | ---------------- | ------- |
| 7 juni         | Bol Open Bol, Kroatië WTA 125 $ 115.000 - gravel - 32S/8Q/16D                                          | Jasmine Paolini                     | Arantxa Rus                          | 6-2, 7-6         | details |
| 7 juni         | Bol Open Bol, Kroatië WTA 125 $ 115.000 - gravel - 32S/8Q/16D                                          | Aliona Bolsova Katarzyna Kawa       | Ekaterine Gorgodze Tereza Mihalíková | 6-1, 4-6, [10-6] | details |
| 7 juni         | Viking Open Nottingham Nottingham, Verenigd Koninkrijk WTA 250 $ 235.238 - gras - 48S/16Q/16D          | Johanna Konta                       | Zhang Shuai                          | 6-2, 6-1         | details |
| 7 juni         | Viking Open Nottingham Nottingham, Verenigd Koninkrijk WTA 250 $ 235.238 - gras - 48S/16Q/16D          | Ljoedmyla Kitsjenok Makoto Ninomiya | Caroline Dolehide Storm Sanders      | 6-4, 6-7, [10-8] | details |
| 14 juni        | Bett1open Berlijn, Duitsland WTA 500 $ 565.530 - gras - 28S/24Q/16D                                    | Ljoedmila Samsonova                 | Belinda Bencic                       | 1-6, 6-1, 6-3    | details |
| 14 juni        | Bett1open Berlijn, Duitsland WTA 500 $ 565.530 - gras - 28S/24Q/16D                                    | Viktoryja Azarenka Aryna Sabalenka  | Nicole Melichar Demi Schuurs         | 4-6, 7-5, [10-4] | details |
| 14 juni        | Viking Classic Birmingham Birmingham, Verenigd Koninkrijk WTA 250 $ 235.238 - gras - 32S/24Q/16D       | Ons Jabeur                          | Darja Kasatkina                      | 7-5, 6-4         | details |
| 14 juni        | Viking Classic Birmingham Birmingham, Verenigd Koninkrijk WTA 250 $ 235.238 - gras - 32S/24Q/16D       | Marie Bouzková Lucie Hradecká       | Ons Jabeur Ellen Perez               | 6-4, 2-6, [10-8] | details |
| 21 juni        | Viking International Eastbourne Eastbourne, Verenigd Koninkrijk WTA 500 $ 565.530 - gras - 32S/24Q/16D | Jeļena Ostapenko                    | Anett Kontaveit                      | 6-3, 6-3         | details |
| 21 juni        | Viking International Eastbourne Eastbourne, Verenigd Koninkrijk WTA 500 $ 565.530 - gras - 32S/24Q/16D | Shuko Aoyama Ena Shibahara          | Nicole Melichar Demi Schuurs         | 6-1, 6-4         | details |
| 21 juni        | Bad Homburg Open Bad Homburg, Duitsland WTA 250 $ 235.238 - gras - 32S/8Q/16D                          | Angelique Kerber                    | Kateřina Siniaková                   | 6-3, 6-2         | details |
| 21 juni        | Bad Homburg Open Bad Homburg, Duitsland WTA 250 $ 235.238 - gras - 32S/8Q/16D                          | Darija Jurak Andreja Klepač         | Nadija Kitsjenok Raluca Olaru        | 6-3, 6-1         | details |
| 28 juni 5 juli | Wimbledon Londen, Verenigd Koninkrijk ITF Grandslamtoernooi £ 17.508.000 - gras - 128S/128Q/64D/48X    | Ashleigh Barty                      | Karolína Plíšková                    | 6-3, 6-7, 6-3    | details |
| 28 juni 5 juli | Wimbledon Londen, Verenigd Koninkrijk ITF Grandslamtoernooi £ 17.508.000 - gras - 128S/128Q/64D/48X    | Hsieh Su-wei Elise Mertens          | Veronika Koedermetova Jelena Vesnina | 3-6, 7-5, 9-7    | details |
| 28 juni 5 juli | Wimbledon Londen, Verenigd Koninkrijk ITF Grandslamtoernooi £ 17.508.000 - gras - 128S/128Q/64D/48X    | Desirae Krawczyk Neal Skupski       | Harriet Dart Joe Salisbury           | 6-2, 7-6         | details |

### Juli
| week van | toernooi                                                                              | winnares                                    | verliezend finaliste                      | uitslag finale    |         |
| -------- | ------------------------------------------------------------------------------------- | ------------------------------------------- | ----------------------------------------- | ----------------- | ------- |
| 5 juli   | Nordea Open Båstad, Zweden WTA 125 $ 115.000 - gravel - 32S/–Q/16D                    | Nuria Párrizas Díaz                         | Volha Havartsova                          | 6-2, 6-2          | details |
| 5 juli   | Nordea Open Båstad, Zweden WTA 125 $ 115.000 - gravel - 32S/–Q/16D                    | Mirjam Björklund Leonie Küng                | Tereza Mihalíková Kamilla Rachimova       | 5-7, 6-3, [10-5]  | details |
| 5 juli   | Hamburg European Open Hamburg, Duitsland WTA 250 $ 235.238 - gravel - 28S/16Q/15D     | Elena Gabriela Ruse                         | Andrea Petković                           | 7-6, 6-4          | details |
| 5 juli   | Hamburg European Open Hamburg, Duitsland WTA 250 $ 235.238 - gravel - 28S/16Q/15D     | Jasmine Paolini Jil Teichmann               | Astra Sharma Rosalie van der Hoek         | 6-0, 6-4          | details |
| 12 juli  | Prague Open Praag, Tsjechië WTA 250 $ 235.238 - hardcourt - 32S/24Q/16D               | Barbora Krejčíková                          | Tereza Martincová                         | 6-2, 6-0          | details |
| 12 juli  | Prague Open Praag, Tsjechië WTA 250 $ 235.238 - hardcourt - 32S/24Q/16D               | Marie Bouzková Lucie Hradecká               | Viktória Kužmová Nina Stojanović          | 7-6, 6-4          | details |
| 12 juli  | Ladies Open Lausanne Lausanne, Zwitserland WTA 250 $ 235.238 - gravel - 32S/8Q/16D    | Tamara Zidanšek                             | Clara Burel                               | 4-6, 7-6, 6-1     | details |
| 12 juli  | Ladies Open Lausanne Lausanne, Zwitserland WTA 250 $ 235.238 - gravel - 32S/8Q/16D    | Susan Bandecchi Simona Waltert              | Ulrikke Eikeri Valentini Grammatikopoulou | 6-3, 6-7, [10-5]  | details |
| 12 juli  | Hungarian Grand Prix Boedapest, Hongarije WTA 250 $ 235.238 - gravel - 32S/24Q/16D    | Joelija Poetintseva                         | Anhelina Kalinina                         | 6-4, 6-0          | details |
| 12 juli  | Hungarian Grand Prix Boedapest, Hongarije WTA 250 $ 235.238 - gravel - 32S/24Q/16D    | Mihaela Buzărnescu Fanny Stollár            | Aliona Bolsova Tamara Korpatsch           | 6-4, 6-4          | details |
| 19 juli  | Palermo Ladies Open Palermo, Italië WTA 250 $ 235.238 - gravel - 32S/16Q/16D          | Danielle Collins                            | Elena Gabriela Ruse                       | 6-4, 6-2          | details |
| 19 juli  | Palermo Ladies Open Palermo, Italië WTA 250 $ 235.238 - gravel - 32S/16Q/16D          | Erin Routliffe Kimberley Zimmermann         | Natela Dzalamidze Kamilla Rachimova       | 7-6, 4-6, [10-4]  | details |
| 19 juli  | Poland Open Gdynia, Polen WTA 250 $ 235.238 - gravel - 32S/16Q/16D                    | Maryna Zanevska                             | Kristína Kučová                           | 6-4, 7-6          | details |
| 19 juli  | Poland Open Gdynia, Polen WTA 250 $ 235.238 - gravel - 32S/16Q/16D                    | Anna Danilina Lidzija Marozava              | Kateryna Bondarenko Katarzyna Piter       | 6-3, 6-2          | details |
| 26 juli  | Olympische Spelen Tokio, Japan Olympische Spelen hardcourt - 64S/32D/16X              | Belinda Bencic                              | Markéta Vondroušová                       | 7-5, 2-6, 6-3     | details |
| 26 juli  | Olympische Spelen Tokio, Japan Olympische Spelen hardcourt - 64S/32D/16X              | Barbora Krejčíková Kateřina Siniaková       | Belinda Bencic Viktorija Golubic          | 7-5, 6-1          | details |
| 26 juli  | Olympische Spelen Tokio, Japan Olympische Spelen hardcourt - 64S/32D/16X              | Anastasija Pavljoetsjenkova Andrej Roebljov | Jelena Vesnina Aslan Karatsev             | 6-3, 6-7, [13-11] | details |
| 26 juli  | Belgrade Ladies Open Belgrado, Servië WTA 125 $ 115.000 - gravel - 32S/8Q/11D         | Anna Schmiedlová                            | Arantxa Rus                               | 6-3, 6-3          | details |
| 26 juli  | Belgrade Ladies Open Belgrado, Servië WTA 125 $ 115.000 - gravel - 32S/8Q/11D         | Volha Havartsova Lidzija Marozava           | Aljona Fomina Jekaterina Jasjina          | 6-2, 6-2          | details |
| 26 juli  | LTP Women's Open Charleston, Verenigde Staten WTA 125 $ 115.000 - gravel - 32S/–Q/10D | Varvara Lepchenko                           | Jamie Loeb                                | 7-6, 4-6, 6-4     | details |
| 26 juli  | LTP Women's Open Charleston, Verenigde Staten WTA 125 $ 115.000 - gravel - 32S/–Q/10D | Liang En-shuo Rebecca Marino                | Erin Routliffe Aldila Sutjiadi            | 5-7, 7-5, [10-7]  | details |

### Augustus
| week van                | toernooi                                                                                            | winnares                         | verliezend finaliste                 | uitslag finale   |         |
| ----------------------- | --------------------------------------------------------------------------------------------------- | -------------------------------- | ------------------------------------ | ---------------- | ------- |
| 2 augustus              | Silicon Valley Classic San Jose, Verenigde Staten WTA 500 $ 565.530 - hardcourt - 28S/16Q/16D       | Danielle Collins                 | Darja Kasatkina                      | 6-3, 6-7, 6-1    | details |
| 2 augustus              | Silicon Valley Classic San Jose, Verenigde Staten WTA 500 $ 565.530 - hardcourt - 28S/16Q/16D       | Darija Jurak Andreja Klepač      | Gabriela Dabrowski Luisa Stefani     | 6-1, 7-5         | details |
| 2 augustus              | Winners Open Cluj-Napoca, Roemenië WTA 250 $ 235.238 - gravel - 32S/24Q/16D                         | Andrea Petković                  | Mayar Sherif                         | 6-1, 6-1         | details |
| 2 augustus              | Winners Open Cluj-Napoca, Roemenië WTA 250 $ 235.238 - gravel - 32S/24Q/16D                         | Natela Dzalamidze Kaja Juvan     | Katarzyna Piter Mayar Sherif         | 6-3, 6-4         | details |
| 2 augustus              | Thoreau Tennis Open Concord, Verenigde Staten WTA 125 $ 115.000 - hardcourt - 32S/16Q/16D           | Magdalena Fręch                  | Renata Zarazúa                       | 6-3, 7-6         | details |
| 2 augustus              | Thoreau Tennis Open Concord, Verenigde Staten WTA 125 $ 115.000 - hardcourt - 32S/16Q/16D           | Peangtarn Plipuech Jessy Rompies | Usue Maitane Arconada Cristina Bucșa | 3-6, 7-6, [10-8] | details |
| 9 augustus              | National Bank Open Montréal, Canada WTA 1000 $ 1.835.490 - hardcourt - 56S/32Q/28D                  | Camila Giorgi                    | Karolína Plíšková                    | 6-3, 7-5         | details |
| 9 augustus              | National Bank Open Montréal, Canada WTA 1000 $ 1.835.490 - hardcourt - 56S/32Q/28D                  | Gabriela Dabrowski Luisa Stefani | Darija Jurak Andreja Klepač          | 6-3, 6-4         | details |
| 16 augustus             | Western & Southern Open Cincinnati, Verenigde Staten WTA 1000 $ 1.835.490 - hardcourt - 56S/32Q/28D | Ashleigh Barty                   | Jil Teichmann                        | 6-3, 6-1         | details |
| 16 augustus             | Western & Southern Open Cincinnati, Verenigde Staten WTA 1000 $ 1.835.490 - hardcourt - 56S/32Q/28D | Samantha Stosur Zhang Shuai      | Gabriela Dabrowski Luisa Stefani     | 7-5, 6-3         | details |
| 16 augustus             | WTA Chicago 125 Chicago, Verenigde Staten WTA 125 $ 115.000 - hardcourt - 32S/8Q/16D                | Clara Tauson                     | Emma Raducanu                        | 6-1, 2-6, 6-4    | details |
| 16 augustus             | WTA Chicago 125 Chicago, Verenigde Staten WTA 125 $ 115.000 - hardcourt - 32S/8Q/16D                | Eri Hozumi Peangtarn Plipuech    | Mona Barthel Hsieh Yu-chieh          | 7-5, 6-2         | details |
| 23 augustus             | Tennis in the Land Cleveland, Verenigde Staten WTA 250 $ 235.238 - hardcourt - 32S/16Q/16D          | Anett Kontaveit                  | Irina-Camelia Begu                   | 7-6, 6-4         | details |
| 23 augustus             | Tennis in the Land Cleveland, Verenigde Staten WTA 250 $ 235.238 - hardcourt - 32S/16Q/16D          | Shuko Aoyama Ena Shibahara       | Christina McHale Sania Mirza         | 7-5, 6-3         | details |
| 23 augustus             | Chicago Women's Open Chicago, Verenigde Staten WTA 250 $ 235.238 - hardcourt - 32S/16Q/16D          | Elina Svitolina                  | Alizé Cornet                         | 7-5, 6-4         | details |
| 23 augustus             | Chicago Women's Open Chicago, Verenigde Staten WTA 250 $ 235.238 - hardcourt - 32S/16Q/16D          | Nadija Kitsjenok Raluca Olaru    | Ljoedmyla Kitsjenok Makoto Ninomiya  | 7-6, 5-7, [10-8] | details |
| 30 augustus 6 september | US Open New York, Verenigde Staten ITF Grandslamtoernooi $ 28.750.000 - hardcourt - 128S/64D/32X    | Emma Raducanu                    | Leylah Fernandez                     | 6-4, 6-3         | details |
| 30 augustus 6 september | US Open New York, Verenigde Staten ITF Grandslamtoernooi $ 28.750.000 - hardcourt - 128S/64D/32X    | Samantha Stosur Zhang Shuai      | Cori Gauff Caty McNally              | 6-3, 3-6, 6-3    | details |
| 30 augustus 6 september | US Open New York, Verenigde Staten ITF Grandslamtoernooi $ 28.750.000 - hardcourt - 128S/64D/32X    | Desirae Krawczyk Joe Salisbury   | Giuliana Olmos Marcelo Arévalo       | 7-5, 6-2         | details |

### September
| week van     | toernooi                                                                                             | winnares                            | verliezend finaliste                        | uitslag finale    |         |
| ------------ | --- | ----------------------------------- | ------------------------------------------- | ----------------- | ------- |
| 6 september  | Liqui Moly Open Karlsruhe, Duitsland WTA 125 $ 115.000 - gravel - 32S/8Q/8D                          | Mayar Sherif                        | Martina Trevisan                            | 6–3, 6–2          | details |
| 6 september  | Liqui Moly Open Karlsruhe, Duitsland WTA 125 $ 115.000 - gravel - 32S/8Q/8D                          | Irina Maria Bara Ekaterine Gorgodze | Katarzyna Piter Mayar Sherif                | 6–3, 2–6, [10–7]  | details |
| 13 september | Luxembourg Open Luxemburg, Luxemburg WTA 250 $ 235.238 - hardcourt (i) - 30S/24Q/16D                 | Clara Tauson                        | Jeļena Ostapenko                            | 6-3, 4-6, 6-4     | details |
| 13 september | Luxembourg Open Luxemburg, Luxemburg WTA 250 $ 235.238 - hardcourt (i) - 30S/24Q/16D                 | Greet Minnen Alison Van Uytvanck    | Erin Routliffe Kimberley Zimmermann         | 6-3, 6-3          | details |
| 13 september | Zavarovalnica Sava Portorož, Slovenië WTA 250 $ 235.238 - hardcourt - 32S/24Q/16D                    | Jasmine Paolini                     | Alison Riske                                | 7-6, 6-2          | details |
| 13 september | Zavarovalnica Sava Portorož, Slovenië WTA 250 $ 235.238 - hardcourt - 32S/24Q/16D                    | Anna Kalinskaja Tereza Mihalíková   | Aleksandra Krunić Lesley Pattinama-Kerkhove | 4-6, 6-2, [12-10] | details |
| 20 september | Ostrava Open Ostrava, Tsjechië WTA 500 $ 565.530 - hardcourt (i) - 28S/24Q/16D                       | Anett Kontaveit                     | Maria Sakkari                               | 6-2, 7-5          | details |
| 20 september | Ostrava Open Ostrava, Tsjechië WTA 500 $ 565.530 - hardcourt (i) - 28S/24Q/16D                       | Sania Mirza Zhang Shuai             | Kaitlyn Christian Erin Routliffe            | 6-3, 6-2          | details |
| 20 september | Tennis Ohio Championships Columbus, Verenigde Staten WTA 125 $ 115.000 - hardcourt (i) - 32S/16Q/11D | Nuria Párrizas Díaz                 | Wang Xinyu                                  | 7-6, 6-3          | details |
| 20 september | Tennis Ohio Championships Columbus, Verenigde Staten WTA 125 $ 115.000 - hardcourt (i) - 32S/16Q/11D | Wang Xinyu Zheng Saisai             | Dalila Jakupović Nuria Párrizas Díaz        | 6-1, 6-1          | details |
| 27 september | Chicago Fall Tennis Classic Chicago, Verenigde Staten WTA 500 $ 565.530 - hardcourt - 56S/32Q/28D    | Garbiñe Muguruza                    | Ons Jabeur                                  | 3-6, 6-3, 6-0     | details |
| 27 september | Chicago Fall Tennis Classic Chicago, Verenigde Staten WTA 500 $ 565.530 - hardcourt - 56S/32Q/28D    | Květa Peschke Andrea Petković       | Caroline Dolehide Coco Vandeweghe           | 6-3, 6-1          | details |
| 27 september | Astana Open Nur-Sultan, Kazachstan WTA 250 $ 235.238 - hardcourt (i) - 32S/24Q/16D                   | Alison Van Uytvanck                 | Joelija Poetintseva                         | 1-6, 6-4, 6-3     | details |
| 27 september | Astana Open Nur-Sultan, Kazachstan WTA 250 $ 235.238 - hardcourt (i) - 32S/24Q/16D                   | Anna-Lena Friedsam Monica Niculescu | Angelina Gaboejeva Anastasija Zacharova     | 6-2, 4-6, [10-5]  | details |

### Oktober
| week van             | toernooi                                                                                       | winnares                            | verliezend finaliste                        | uitslag finale   |         |
| -------------------- | ---------------------------------------------------------------------------------------------- | ----------------------------------- | ------------------------------------------- | ---------------- | ------- |
| 4 oktober 11 oktober | BNP Paribas Open Indian Wells, Verenigde Staten WTA 1000 $ 8.761.725 - hardcourt - 96S/48Q/32D | Paula Badosa                        | Viktoryja Azarenka                          | 7-6, 2-6, 7-6    | details |
| 4 oktober 11 oktober | BNP Paribas Open Indian Wells, Verenigde Staten WTA 1000 $ 8.761.725 - hardcourt - 96S/48Q/32D | Hsieh Su-wei Elise Mertens          | Veronika Koedermetova Jelena Rybakina       | 7-6, 6-3         | details |
| 18 oktober           | Kremlin Cup Moskou, Rusland WTA 500 $ 565.530 - hardcourt (i) - 28S/24Q/16D                    | Anett Kontaveit                     | Jekaterina Aleksandrova                     | 4-6, 6-4, 7-5    | details |
| 18 oktober           | Kremlin Cup Moskou, Rusland WTA 500 $ 565.530 - hardcourt (i) - 28S/24Q/16D                    | Jeļena Ostapenko Kateřina Siniaková | Nadija Kitsjenok Raluca Olaru               | 6-2, 4-6, [10-8] | details |
| 18 oktober           | Tenerife Ladies Open Tenerife, Spanje WTA 250 $ 235.238 - hardcourt - 32S/24Q/16D              | Ann Li                              | Camila Osorio                               | 6-1, 6-4         | details |
| 18 oktober           | Tenerife Ladies Open Tenerife, Spanje WTA 250 $ 235.238 - hardcourt - 32S/24Q/16D              | Ulrikke Eikeri Ellen Perez          | Ljoedmyla Kitsjenok Marta Kostjoek          | 6-3, 6-3         | details |
| 25 oktober           | Courmayeur Ladies Open Courmayeur, Italië WTA 250 $ 235.238 - hardcourt (i) - 32S/24Q/16D      | Donna Vekić                         | Clara Tauson                                | 7-6, 6-2         | details |
| 25 oktober           | Courmayeur Ladies Open Courmayeur, Italië WTA 250 $ 235.238 - hardcourt (i) - 32S/24Q/16D      | Wang Xinyu Zheng Saisai             | Eri Hozumi Zhang Shuai                      | 6-4, 3-6, [10-5] | details |
| 25 oktober           | Transylvania Open Cluj-Napoca, Roemenië WTA 250 $ 235.238 - hardcourt (i) - 32S/20Q/16D        | Anett Kontaveit                     | Simona Halep                                | 6-2, 6-3         | details |
| 25 oktober           | Transylvania Open Cluj-Napoca, Roemenië WTA 250 $ 235.238 - hardcourt (i) - 32S/20Q/16D        | Irina Maria Bara Ekaterine Gorgodze | Aleksandra Krunić Lesley Pattinama-Kerkhove | 4-6, 6-1, [11-9] | details |

### November
| week van               | toernooi                                                                                             | winnares                              | verliezend finaliste                    | uitslag finale   |         |
| ---------------------- | --- | ------------------------------------- | --------------------------------------- | ---------------- | ------- |
| 1 november             | ITF Billie Jean King Cup (eindtoernooi) Praag, Tsjechië                                              | Rusland                               | Zwitserland                             | 2–0              | details |
| 1 november             | Argentina Open Buenos Aires, Argentinië WTA 125 $ 115.000 - gravel - 32S/8Q/16D                      | Anna Bondár                           | Diane Parry                             | 6-3, 6-3         | details |
| 1 november             | Argentina Open Buenos Aires, Argentinië WTA 125 $ 115.000 - gravel - 32S/8Q/16D                      | Irina Maria Bara Ekaterine Gorgodze   | María Lourdes Carlé Despina Papamichail | 5-7, 7-5, [10-4] | details |
| 1 november             | Dow Tennis Classic Midland, Verenigde Staten WTA 125 $ 115.000 - hardcourt (i) - 32S/16Q/14D         | Madison Brengle                       | Robin Anderson                          | 6-2, 6-4         | details |
| 1 november             | Dow Tennis Classic Midland, Verenigde Staten WTA 125 $ 115.000 - hardcourt (i) - 32S/16Q/14D         | Harriet Dart Asia Muhammad            | Peangtarn Plipuech Aldila Sutjiadi      | 6-3, 2-6, [10-7] | details |
| 8 november             | Upper Austria Ladies Linz Linz, Oostenrijk WTA 250 $ 235.238 - hardcourt (i) - 28S/16Q/16D           | Alison Riske                          | Jaqueline Cristian                      | 2-6, 6-2, 7-5    | details |
| 8 november             | Upper Austria Ladies Linz Linz, Oostenrijk WTA 250 $ 235.238 - hardcourt (i) - 28S/16Q/16D           | Natela Dzalamidze Kamilla Rachimova   | Wang Xinyu Zheng Saisai                 | 6-4, 6-2         | details |
| 8 november 15 november | WTA Finals Guadalajara, Mexico Officieus wereldkampioenschap $ 5.000.000 - hardcourt - 8S(RR)/8D(RR) | Garbiñe Muguruza                      | Anett Kontaveit                         | 6-3, 7-5         | details |
| 8 november 15 november | WTA Finals Guadalajara, Mexico Officieus wereldkampioenschap $ 5.000.000 - hardcourt - 8S(RR)/8D(RR) | Barbora Krejčíková Kateřina Siniaková | Hsieh Su-wei Elise Mertens              | 6-3, 6-4         | details |
| 15 november            | Montevideo Open Montevideo, Uruguay WTA 125 $ 115.000 - gravel - 32S/8Q/12D                          | Diane Parry                           | Panna Udvardy                           | 6-3, 6-2         | details |
| 15 november            | Montevideo Open Montevideo, Uruguay WTA 125 $ 115.000 - gravel - 32S/8Q/12D                          | Irina Maria Bara Ekaterine Gorgodze   | Carolina Alves Marina Bassols Ribera    | 6-4, 6-3         | details |

### December
| week van    | toernooi                                                                                 | winnares                         | verliezend finaliste                      | uitslag finale   |         |
| ----------- | ---------------------------------------------------------------------------------------- | -------------------------------- | ----------------------------------------- | ---------------- | ------- |
| 6 december  | Open Angers Arena Loire Angers, Frankrijk WTA 125 $ 115.000 - hardcourt (i) - 32S/16Q/8D | Vitalia Djatsjenko               | Zhang Shuai                               | 6-0, 6-4         | details |
| 6 december  | Open Angers Arena Loire Angers, Frankrijk WTA 125 $ 115.000 - hardcourt (i) - 32S/16Q/8D | Tereza Mihalíková Greet Minnen   | Monica Niculescu Vera Zvonarjova          | 4-6, 6-1, [10-8] | details |
| 13 december | Open BLS de Limoges Limoges, Frankrijk WTA 125 $ 115.000 - hardcourt (i) - 32S/8Q/8D     | Alison Van Uytvanck              | Ana Bogdan                                | 6-2, 7-5         | details |
| 13 december | Open BLS de Limoges Limoges, Frankrijk WTA 125 $ 115.000 - hardcourt (i) - 32S/8Q/8D     | Monica Niculescu Vera Zvonarjova | Estelle Cascino Jessika Ponchet           | 6-4, 6-4         | details |
| 20 december | Hana Bank Korea Open Seoel, Zuid-Korea WTA 125 $ 115.000 - hardcourt (i) - 28S/–Q/8D     | Zhu Lin                          | Kristina Mladenovic                       | 6-0, 6-4         | details |
| 20 december | Hana Bank Korea Open Seoel, Zuid-Korea WTA 125 $ 115.000 - hardcourt (i) - 28S/–Q/8D     | Choi Ji-hee Han Na-lae           | Valentini Grammatikopoulou Réka Luca Jani | 6-4, 6-4         | details |

## Primeurs
Speelsters die in 2021 hun eerste WTA-enkelspeltitel wonnen:
- Clara Tauson (Denemarken) in Lyon, Frankrijk
- Sara Sorribes Tormo (Spanje) in Guadalajara, Mexico
- Leylah Fernandez (Canada) in Monterrey, Mexico
- María Camila Osorio Serrano (Colombia) in Bogotá, Colombia
- Astra Sharma (Australië) in Charleston, VS
- Paula Badosa Gibert (Spanje) in Belgrado, Servië
- Barbora Krejčíková (Tsjechië) in Straatsburg, Frankrijk
- Jasmine Paolini (Italië) in Bol, Kroatië
- Ljoedmila Samsonova (Rusland) in Berlijn, Duitsland
- Ons Jabeur (Tunesië) in Birmingham, Engeland
- Nuria Párrizas Díaz (Spanje) in Båstad, Zweden
- Elena Gabriela Ruse (Roemenië) in Hamburg, Duitsland
- Varvara Lepchenko (VS) in Charleston, VS
- Magdalena Fręch (Polen) in Concord, VS
- Mayar Sherif (Egypte) in Karlsruhe, Duitsland
- Ann Li (VS) op Tenerife, Spanje
- Anna Bondár (Hongarije) in Buenos Aires, Argentinië
- Diane Parry (Frankrijk) in Montevideo, Uruguay
- Zhu Lin (China) in Seoel, Zuid-Korea

## Reglementen

### Toernooideelname
- WTA 250 toernooien die het minimum prijzengeld ($ 235.238) betaalden, mochten maximaal één top 10 speelster toelaten tot het enkelspel en/of dubbelspel. WTA 250 toernooien die het prijzengeld met $ 250.000 verhoogden, mochten per verhoging van dat bedrag telkenmale een extra top 10 speelster toelaten. In het seizoen 2021 heeft geen enkel WTA 250 toernooi gebruik gemaakt van de regel om extra top 10 speelsters aan te trekken.
- Top 10 speelster mochten maximaal drie WTA 250 toernooien per jaar spelen, indien zij voldaan hadden aan het 'commitment' tot het spelen van alle verplichte toernooien in het seizoen 2020. Indien een top 10 speelster hier niet aan had voldaan, mocht zij enkel twee WTA 250 toernooien spelen.[1]